# Култук (ветер)
Култу́к (по названию залива Култук, другие названия — низовка, низовик) — юго-западный ветер на Байкале.

## Общая характеристика
Начинается в долине реки Иркут, затем спускается с северо-запада на юго-восток вниз по долине реки Култучной и далее дует на восток в заливе Култук, и затем на северо-восток вдоль Байкальской котловины.
Ветер дует преимущественно осенью, принося дождливую, пасмурную погоду, и вызывая на южном побережье озера сильные штормы. Весной и в начале лета иногда случается и при ясной погоде. Так же, как верховик, может одновременно дуть на протяжении всего Байкала, но редко. Обычно култук долетает до Баргузинского и Чивыркуйского заливов, а далее исчезает. Ветер нередко налетает внезапно и внезапно же исчезает, меняясь на ветер противоположного направления — верховик.
Предвестник култука — туман на гольцах горного хребта Хамар-Дабан.